# حورات عمورین
حورات عمورین (به عربی: حورات عمورین) یک روستا در سوریه است که در ناحیه مرکزی سقیلبیه واقع شده‌است. حورات عمورین ۳٬۱۴۳ نفر جمعیت دارد.